# Staraja Tabaga
Staraja Tabaga (ros. Старая Табага) – wieś w Rosji, w Jakucji, w okręgu miejskim Jakucka. W 2010 liczyła 692 mieszkańców.